# Ibrahim Osman
Ibrahim Osman (Accra, 29 november 2004) is een Ghanees voetballer die doorgaans speelt als vleugelspeler. In juli 2024 verruilde hij FC Nordsjælland voor Brighton & Hove Albion. Osman maakte in 2024 zijn debuut in het Ghanees voetbalelftal.

## Clubcarrière
Osman speelde voor de Right to Dream Academy, waar hij gescout werd door FC Nordsjælland. Deze club nam hem begin 2023 over. Zijn debuut in Denemarken maakte hij op 24 februari 2023, toen met 4–2 gewonnen werd van Odense BK. Van coach Johannes Hoff Thorup moest hij op de reservebank beginnen en drie minuten voor het einde van de reguliere speeltijd viel hij in voor Ernest Nuamah. In de zomer van 2023 tekende Osman zijn eerste professionele contract bij Nordsjælland. Zijn eerste doelpunt in de nationale ploeg maakte hij op 31 juli 2023 tegen Aarhus GF. Door een treffer van teamgenoot Benjamin Nygren en een tegendoelpunt van Nikolaj Poulsen stond het gelijk, toen Osman zes minuten na rust Nordsjælland weer op voorsprong zette. Door een benutte strafschop van Marcus Ingvartsen werd het duel met 1–3 gewonnen.
In februari 2024 maakte Brighton & Hove Albion bekend Osman vanaf de zomer van 2024 over te nemen. Hij zette in Engeland zijn handtekening onder een verbintenis voor de duur van vijf seizoenen. Met de overgang zou circa negentienenhalf miljoen euro gemoeid zijn. Anderhalve maand na zijn komst naar Brighton besloot de clubleiding hem voor een seizoen te verhuren aan Feyenoord. In Rotterdam kwam de vleugelspeler tot tweeëndertig officiële optredens, waarin hij viermaal tot scoren kwam en drie assists gaf. Osman werd voorafgaand aan het seizoen 2025/26 opnieuw verhuurd, nu aan AJ Auxerre.

## Clubstatistieken
| Seizoen | Club                   | Competitie     | Competitie | Competitie | Beker | Beker | Internationaal | Internationaal | Totaal | Totaal |
| Seizoen | Club                   | Competitie     | Wed.       | Dlp.       | Wed.  | Dlp.  | Wed.           | Dlp.           | Wed.   | Dlp.   |
| ------- | ---------------------- | -------------- | ---------- | ---------- | ----- | ----- | -------------- | -------------- | ------ | ------ |
| 2022/23 | FC Nordsjælland        | Superligaen    | 6          | 0          | 4     | 0     | —              | —              | 10     | 0      |
| 2023/24 | FC Nordsjælland        | Superligaen    | 29         | 6          | 5     | 2     | 10             | 2              | 44     | 10     |
| 2024/25 | Brighton & Hove Albion | Premier League | —          | —          | —     | —     | —              | —              | —      | —      |
| 2024/25 | → Feyenoord            | Eredivisie     | 22         | 3          | 3     | 1     | 7              | 0              | 32     | 4      |
| 2025/26 | → AJ Auxerre           | Ligue 1        | 0          | 0          | 0     | 0     | —              | —              | 0      | 0      |
| Totaal  | Totaal                 | Totaal         | 57         | 9          | 12    | 3     | 17             | 2              | 86     | 14     |

Bijgewerkt op 8 juli 2025.

## Interlandcarrière
Osman maakte zijn debuut in het Ghanees voetbalelftal op 22 maart 2024, toen een vriendschappelijke wedstrijd gespeeld werd tegen Nigeria. Ghana verloor met 2–1 door tegendoelpunten van Cyriel Dessers en Ademola Lookman en een benutte strafschop van Jordan Ayew. Osman moest van bondscoach Oto Addo op de reservebank beginnen en hij viel in de blessuretijd van de tweede helft in voor Ayew. De andere Ghanese debutanten dit duel waren Forson Amankwah (Red Bull Salzburg) en Ebenezer Annan (FK Novi Pazar).
| Interlands van Ibrahim Osman voor Ghana | Interlands van Ibrahim Osman voor Ghana | Interlands van Ibrahim Osman voor Ghana | Interlands van Ibrahim Osman voor Ghana | Interlands van Ibrahim Osman voor Ghana | Interlands van Ibrahim Osman voor Ghana | Interlands van Ibrahim Osman voor Ghana |
| №                                       | Datum                                   | Wedstrijd                               | Uitslag                                 | Competitie                              | Goals                                   |                                         |
| Als speler bij FC Nordsjælland          | Als speler bij FC Nordsjælland          | Als speler bij FC Nordsjælland          | Als speler bij FC Nordsjælland          | Als speler bij FC Nordsjælland          | Als speler bij FC Nordsjælland          | Als speler bij FC Nordsjælland          |
| --------------------------------------- | --------------------------------------- | --------------------------------------- | --------------------------------------- | --------------------------------------- | --------------------------------------- | --------------------------------------- |
| 1                                       | 22 maart 2024                           | Nigeria – Ghana                         | 2 – 1                                   | Vriendschappelijk                       |                                         |                                         |
| 2                                       | 26 maart 2024                           | Oeganda – Ghana                         | 2 – 2                                   | Vriendschappelijk                       |                                         |                                         |

Bijgewerkt op 8 juli 2025.